# 新世界発展

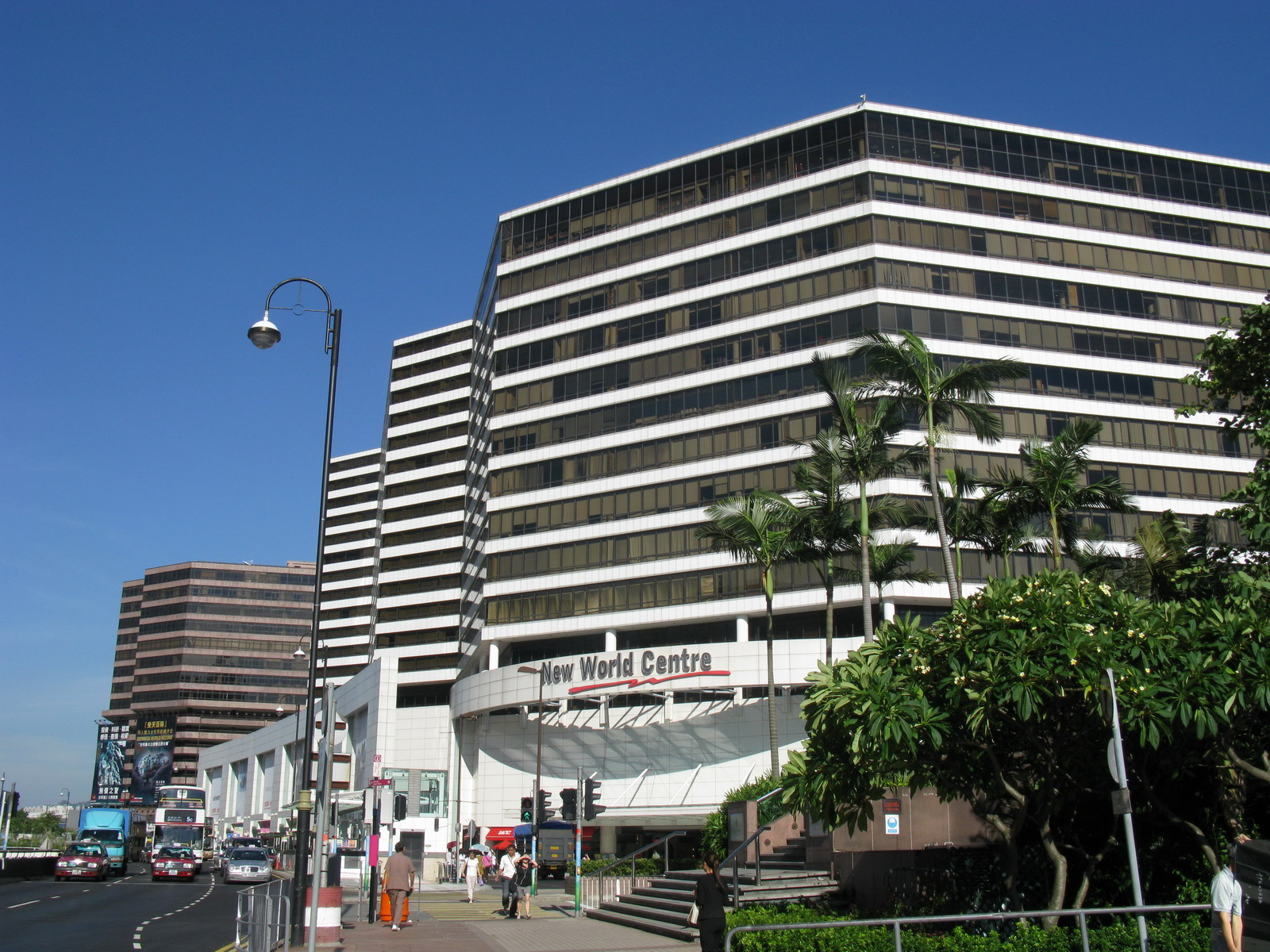
香港九龍尖沙咀にある新世界中心

新世界発展（しんせかいはってん、英語: New World Development、ニュー・ワールド・デベロップメント、中国語: 新世界發展）は、香港華資のコングロマリットである。不動産開発（新世界発展、新世界中国）、運輸（新世界第一バス、シティバス、新世界フェリー、大老山トンネル）、インフラストラクチャー（新創建集団、協興建築）、通信（新世界電信）、ホテル（新世界ホテル）、デパート（新世界百貨）、テクノロジー（新世界信息科技）などに従事している。
1970年に鄭裕トウ（周大福ジュエリーの創業者周至元の女婿）、何善衡（恒生銀行の創業者）、郭得勝（新鴻基不動産の創業者）によって創業され、1972年に香港証券取引所に上場した。創業から2012年まで、鄭裕トウはずっと会長に就任しいていた。2012年、当時86歳の鄭氏は引退し、会長職を長男の鄭家純に譲った。